# ティトゥスはベレニスを愛していなかった
『ティトゥスはベレニスを愛していなかった』（フランス語：Titus n'aimait pas Bérénice）はナタリー・アズーレによるフランスの小説である。

## あらすじ
小説は現代を舞台にベレニス（ラシーヌ悲劇の登場人物でもある）がティトゥスと別れる場面からはじまる。失恋の悲しみを慰めるため、彼女はラシーヌの悲劇作品を読みはじめる。そして、劇作家がフランス語を美しく巧みに用いることと、女性の視点から巧みに恋愛を描くことに驚き、どうしてそんなことができたのだろうかと疑問に思う。この疑問をきっかけに小説はラシーヌの生涯を語りはじめる。両親のいないラシーヌは、伯母の縁故のあるポール・ロワイヤル修道院で教育を受け、ギリシャ・ラテン語の翻訳に熱中する。この情熱は、やがて文学作品への情熱となるが、厳格な修道院の方針とは相容れないものだった。パリに出たラシーヌは、生涯の友となるボワローや、ラ・フォンテーヌといった知己を得て、戯曲を通じての社会的栄達を目指し、成功を収める。彼が大掛かりな装置を用いる演出に敗れはじめた小説の終わりごろ、小説の視点は再び現代のベレニスに戻ってくる。

## 受賞
出版と同じ年にメディシス賞を受賞している。また、同様にフランスの主要な賞であるゴンクール賞、フェミナ賞の最終候補に残った。

## 出版
- P.O.L, 2015, ISBN 978-2818036204[4][5]
- Gallimard, 2017, ISBN 978-2-07079406-5 [6]